# Ludwig Lucius

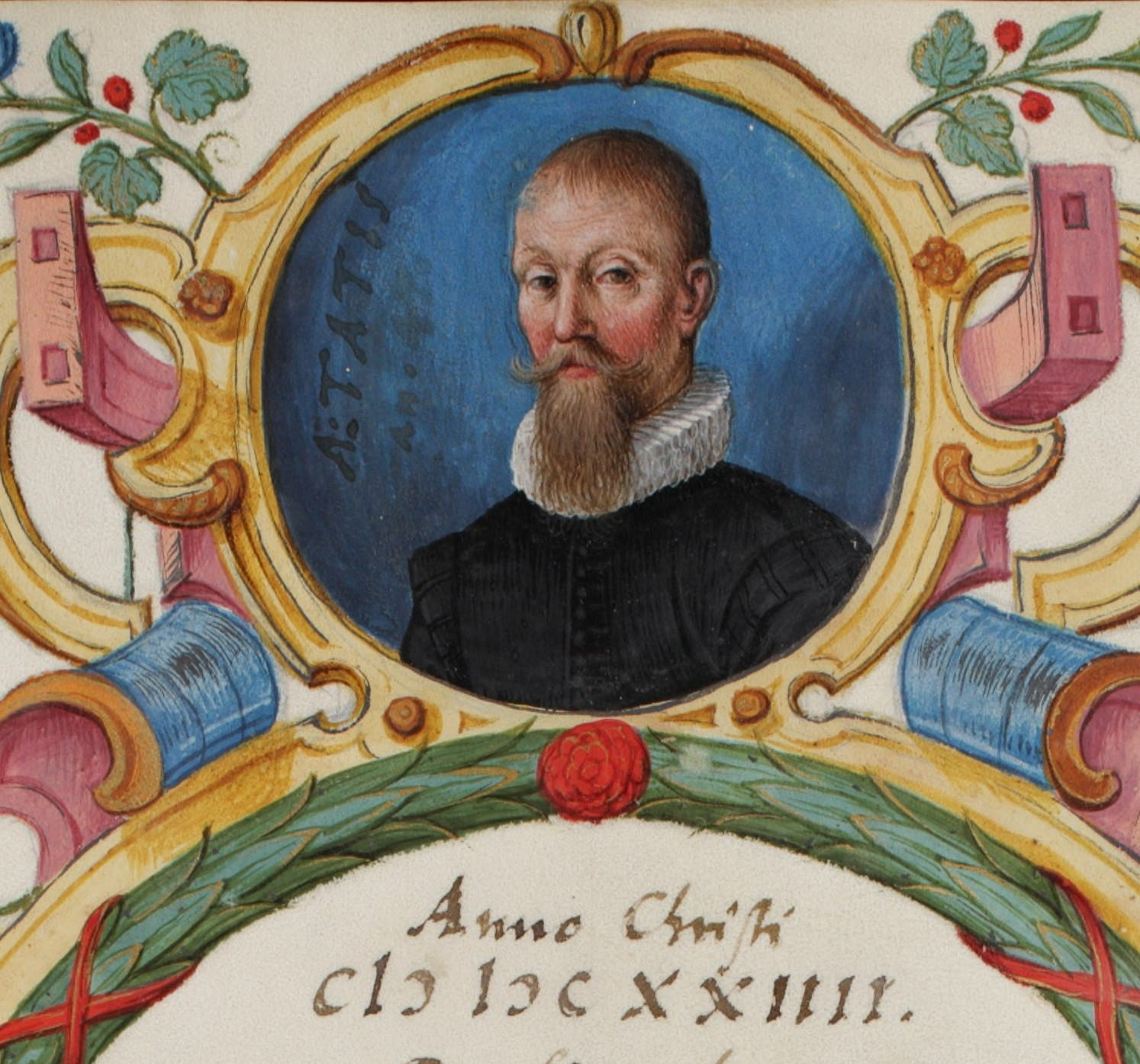
Ludwig Lucius, 1624. Miniatur in der Rektoratsmatrikel der Universität Basel (Ausschnitt).

Ludwig Lucius, auch Lutz oder Luz (* 9. Februar 1577 in Basel; † 10. Juni 1642 ebenda) war ein Schweizer evangelisch-reformierter Theologe und Hochschullehrer.

## Leben
Lucius war Sohn eines Geistlichen. Er wurde zunächst in Basel und Mülhausen vom eigenen Vater ausgebildet. Anschliessend besuchte er das Basler Gymnasium, bevor er 1590 an der Universität Basel immatrikuliert wurde. Er nahm das Studium der Philosophie und Theologie auf, widmete sich aber im Laufe seines Studiums anderen Disziplinen, wie beispielsweise der Mathematik. 1592 erhielt er den Baccalaureus-, 1594 den Magistergrad. Schnell bekam er erste Lehraufträge an der Universität.
Lucius folgte wohl 1596, spätestens jedoch 1601, einem Ruf an das Gymnasium illustre Durlach. Zudem erhielt er an der dortigen Kirche ein Diakonat. Nach dem Tod des badischen Markgrafen Ernst Friedrich mussten die reformierten Theologen 1604 Durlach verlassen. Lucius kam über Heidelberg nach Amberg. Dort wurde er 1605 zum Konrektor der Schule ernannt. Lucius begab sich auf weitere Studienreisen und kam unter anderem ans Jesuitenkolleg in Regensburg. In dieser Zeit wurden die ersten Grundlagen für seine Geschichte der Jesuiten gelegt.
Lucius lehnte 1610 einen Ruf als Rektor nach St. Gallen ab und nahm 1611 einen Ruf als Professor der Logik an die Universität Basel an. In diesem Amt blieb er bis zu seinem Tod. 1619 war er Teilnehmer der Dordrechter Synode und ging danach auf Einladung des Fürsten Ludwig I. von Anhalt-Köthen nach Köthen, um dort beim Aufbau des Gymnasiums zu helfen. 1624 war er Rektor der Universität Basel, ausserdem hatte er siebenmal das Dekansamt an der Philosophischen Fakultät inne. 1629 wurde er darüber hinaus zum Visitator des Basler Gymnasiums ernannt.
Seine Jesuiter-Historie wurde (zunächst in der lateinischen Fassung Historia Jesuitica) per Dekret der römisch-katholischen Glaubenskongregation 1646 auf den Index gesetzt.

## Werke (Auswahl)
- Problemata Physica, Genath, Basel 1614.
- Historia Ecclesiastica : Centuriae Magdeburgenses., 3 Bände, Regis, Basel 1624.
- Jesuiter-Historie, Genath, Basel 1626 (=Historia Iesuitica, Genath, Basel 1627).
- Novum Testamentum germanice redditum singulari artificio, Basel 1628.
- Lexicon Latino-Graecum contractius, Decker, Basel 1638.